# Maitland (Australie-Méridionale)
Pour les articles homonymes, voir Maitland.
Maitland (1 056 habitants) est un village de la péninsule de Yorke à 168 km par la route d'Adélaïde en Australie-Méridionale.
La ville a été nommée d'après Lady Jean Maitland, femme du Lord de Kilkerran, parent du gouverneur d'Australie-Méridionale, Sir James Fergusson. Les aborigènes l'appellent « madu waltu », ce qui signifie « silex blanc ».
Maitland est également le port d'attache de l'Association pour le progrès aborigène (Aboriginal Progress Association) Narrunga.
Le design urbain de Maitland prend modèle sur le quartier d'affaires d'Adelaide : une grille régulière de rues entourée de parcs sur les quatre côtés.